# 城戸愛莉
城戸 愛莉（きど あいり、1993年12月11日 - ）は、日本の女優。宮崎県出身。

## 略歴
2007年、芸能事務所LDHが九州で行なった女優・モデル発掘オーディション「第1回LDH DREAM GIRLS AUDITION 2007 in 九州」にてグランプリを獲得する。
2008年3月号から女子小中学生向けファッション雑誌『nicola』の専属モデルとして活動し、同年の舞台『CROWN 〜眠らない、夜の果てに…』で女優デビュー。
2020年までLDHに所属していた。

## 出演

### 舞台
- 劇団EXILE公演「CROWN 〜眠らない、夜の果てに…」（2008年5月）
- 金色のコルダ ステラ・ミュージカル（2010年3月 - 8月） - 庄司恵 役
- トゥルークリスマス（2010年12月）
- 戯伝写楽 -その男、十郎兵衛-（2011年3月・2012年2月） - おせい 役
- FUNNY BUNNY -鳥獣と寂寞の空-（2012年4月） - 女子高生2 役
- 劇団EXILE公演「それ行け小劇場!!」（2014年10月）
- 方南ぐみ企画公演「伊賀の花嫁」（2017年1月）[5]
- 舞台「黒子のバスケ」ULTIMATE-BLAZE（2019年4月 - 5月）- 桃井さつき 役[6]

### テレビドラマ
- 仮面ライダーフォーゼ 第35話・第36話（2012年5月13日・20日、テレビ朝日） - 甲田鈴美 役
- リミット 第2話 （2013年7月19日、テレビ東京）
- 町医者ジャンボ!! 第11話（2013年9月12日、読売テレビ） - 的場奈々 役
- 今夜は心だけ抱いて（2014年3月 - 4月、NHK BSプレミアム） - 山村比呂子 役
- アリスの棘 第4話（2014年5月2日、TBS）
- 花子とアン 第11週（2014年6月、NHK総合） - 嘉納冬子 役
- 幼獣マメシバ 望郷篇（2014年7月 - 9月）
- おわらないものがたり（2014年8月、フジテレビ） - 月野琴美 役[4]
- ある日、アヒルバス（2015年7月 - 8月、NHK BSプレミアム） - 橋爪亮子 役[7]
- GIRLS/ガールズ season5 第3話（2016年3月、HBO） - キミコ 役
- HiGH&LOW Season2（2016年4月 - 6月、日本テレビ）
- アンナチュラル 第5話（2018年2月9日、TBS）
- チョコレート戦争 〜朝に道を聞かば夕べに死すとも可なり〜（2020年1月 - 3月、tvk）

### 配信ドラマ
- こんな未来は聞いてない!! 第5話（2018年、FOD）

### 映画
- 仮面ライダーフォーゼ  THE MOVIE みんなで宇宙キターッ!（2012年） - 甲田鈴美 役（友情出演）
- Yokohama Dream（2013年） - 主演
- SNOW CHILD（2013年） - 主演
- 晴れのち晴れ、ときどき晴れ（2013年） - 岩倉果穂 役
- 眩しくて見えなかったから長い瞬きを繰り返した（2014年） - 主演・汐里 役
- 乙女のレシピ（2014年） - 大塚のどか 役
- 俺たちの明日（2014年）
- はなればなれに（2014年） - 主演・植木クロ 役
- 渇き。（2014年）
- ホットロード（2014年）
- 通学シリーズ 通学電車（2015年）
- HiGH&LOW THE MOVIE（2016年）
  - HiGH&LOW THE MOVIE 2 / END OF SKY（2017年）
  - HiGH&LOW THE MOVIE 3 / FINAL MISSION（2017年）
- 夢路 PATH OF DREAMS（2018年）
- コーヒーが冷めないうちに（2018年）
- サイレント・トーキョー（2020年）

### CM
- 任天堂 Wii スマッシュブラザーズ（2008年）
- ライオン 香りつづくトップplus（2012年）

### ミュージックビデオ
- EXILE「銀河鉄道999」（2008年）
- Love「First Love 〜ラブレター〜」（2009年）
- JELLYFiSH FLOWER'S 「ほんとうのこと」（2013年）

### 雑誌
- nicola（2008年3月号 - 2010年5月号、新潮社） - 専属モデル

### その他
- nana's green tea PV（2015年）